# Международная зона Танжер
Международная зона Танжер (1912—1956) — одна из немногих мировых территорий, которая из-за своего важнейшего стратегического местоположения имела особый статус. Город Танжер у входа в Гибралтарский пролив и прилегающая к нему территория общей площадью 373 км² и населением 40 тыс. чел., а также примыкающим водным пространством около 7 км² имели «международный статус», фактически представляя собой совместное владение нескольких европейских колониальных держав, которые так и не сумели договориться о принадлежности данной территории. Международная зона Танжера просуществовала 44 года, став самым долговечным из аналогичных ей «международных» проектов. Была аннексирована Марокко в 1956 году в ходе периода деколонизации. В память о той эпохе и предшествующих ей периодах контроля различных европейских держав Танжер сохранил многоязычный характер и до сих пор является самым европеизированным городом Марокко.

## Предыстория
Город был захвачен арабами у Византии в конце VII века и был основательно исламизирован, хотя довольно крупная романо-еврейская диаспора сохранялась в нём на всём протяжении мусульманского правления. Однако после успешного завершения Реконкисты в Иберии началось обратное наступление окрепших европейских держав на мавританские территории в Магрибе. Уже в 1471 году Танжер был захвачен Португалией. В 1580—1643 годах находился под контролем Испании. В 1643—1661 годах вновь вернулся в руки португальцев. В 1661 году, благодаря давнему англо-португальскому сотрудничеству, был передан Англии как приданое португальской принцессы Екатерины, выданной замуж за английского короля Карла II. Но из-за постепенного упадка португальской военной мощи и недостаточно ещё окрепшей Великобритании, которая к тому же не имела практического опыта в борьбе с мавританскими странами, Танжер был потерян. В 1684 году его захватил марокканский султан. Чтобы оградить город от дальнейших нападок европейцев, Танжер был укреплён и превращён в одну из столиц Марокканского государства.

## Создание международной зоны
Но баланс сил вновь начинает меняться в конце XIX века. Приток европейского капитала и активная колонизация экономически отсталых регионов приводят к росту европейских интересов в Марокко. Из-за географической близости, наиболее высокие шансы прямой аннексии города были у Испании. Этому в немалой степени способствовал и тот факт, что в 1900 году из 40 000 жителей Танжера, как минимум, 7,5 тыс. (18,8 %) составляли собственно испанцы и ещё около 1,5 тыс. другие европейцы (португальцы, итальянцы, французы и проч.). Кроме того, в городе проживало около 10 тыс. евреев (25,0 %), в основном испаноязычных. Только около половины населения Танжера составляли мусульмане, причём и они распадались на две неравные группы: преобладали берберы народности риф около 15 тыс. чел (37,5 %) и арабы около 5 тыс. (12,5 %). Подобный пёстрый этнический состав населения был характерной чертой Танжера ещё несколько десятилетий. Несмотря на близость Испании, её экономический потенциал в начале XX века был в значительной степени подорван поражениями в войне с США, внутренней нестабильностью, длительным периодом застоя и экономической отсталости, зависимостью от других стран северной Европы. В борьбу за Марокко включилась экономически более продвинутая Франция. Однако её дальнейшему укреплению в регионе противились Великобритания, Германия и США. Испания смогла выкроить себе небольшую полосу владения, превратившуюся в Испанское Марокко. Франция установила свой протекторат над оставшейся частью страны. Однако сам Танжер с прилегающей к нему территорией был выделен в зону со специальным, но не до конца прописанным режимом. В это время город находился в экономической зависимости от Франции. Французский стал основным международным языком.
В 1923 году Франция, Великобритания и Испания закрепили конвенцию об особом статусе Танжера, который к тому же был объявлен международной демилитаризованной нейтральной зоной. Фактически городом управляли правительства этих трёх стран. К 1928 году к ним формально присоединились также Италия, Португалия и Бельгия. Номинально он оставался под контролем марокканского султана, но фактически перешёл под власть Международного контрольного комитета и других органов международной администрации. 
Вторая мировая война внесла неразбериху. Франция была оккупирована Германией. Этим воспользовалась Испания, и в 1940—1945 годах она оккупировала Танжер. После окончания войны статус международной зоны был восстановлен 31 августа 1945 года.

## Ликвидация
Однако демографические сдвиги в самом Танжере привели к усилению мусульманской составляющей, недовольной засильем европейского режима. После провозглашения независимости Марокко в 1956 Танжер был воссоединён с ним в 1957 году. При негласной поддержке СССР и на основании официального решения конференции стран-участниц соглашения о статусе Танжера в октябре 1956 года (Франция, Испания, Великобритания, США, Италия и независимое Марокко) международная зона была ликвидирована и стала частью Королевства Марокко. Европейское и еврейское население практически полностью покинуло город.